# Procnias albus
El campanero blanco (Procnias albus), también llamado pájaro campanero (en Venezuela), es una especie de ave paseriforme de la familia Cotingidae perteneciente al género Procnias. Es nativo del norte de América del Sur.

## Distribución y hábitat
Se distribuye en el escudo guayanés en Venezuela, Guyana, Surinam, Guayana francesa y extremo norte de Brasil, y, de forma disjunta y localizada en el sureste de la Amazonia brasileña. Es rara y accidental en Trinidad y Tobago.
Esta especie es considerada poco común y local en su hábitat natural, el dosel y los bordes del bosque húmedo, principalmente de regiones serranas por debajo de los 1250 m de altitud.

## Descripción
El macho mide aproximadamente 28,5 cm de longitud y la hembra 27,5 cm. El plumaje del macho es completamente blanco; presenta un apéndice carnoso largo y delgado, colgando del pico. La hembra es verde oliva en las partes superiores y color crema finamente estriado de verde oliva en las partes inferiores. 
Es particular su canto, el más fuerte registrado entre las aves.
Se alimenta principalmente de frutos.

## Sistemática

Le cotinga carunculé (Casmarhynchus niveus), sinónimo de Procnias albus, ilustración de Levaillant en Histoire naturelle d'une partie d'oiseaux nouveaux et rares de l'Amérique et des Indes, 1801

### Descripción original
La especie P. albus fue descrita por primera vez por el naturalista francés Johann Hermann en 1783 bajo el nombre científico Ampelis alba; la localidad tipo es «Cayena, Guayana Francesa».

### Etimología
El nombre genérico masculino «Procnias» deriva del griego «Prokne o Procne»: personaje de la mitología griega que se metamorfoséa en una golondrina; y el nombre de la especie «albus», en latín significa ‘blanco, alvo’.

### Taxonomía
Casi seguramente es más cercana a Procnias tricarunculatus, con quien comparte varias características morfológicas.

### Subespecies
Según las clasificaciones del Congreso Ornitológico Internacional (IOC) y Clements Checklist/eBird, se reconocen dos subespecies, con su correspondiente distribución geográfica:
- Procnias albus albus (Hermann, 1783) - este y extremo sur de Venezuela (este de Bolívar, Cerro de la Neblina), las Guayanas y norte de Brasil adyacente (norte de Roraima y norte de Pará, también registros aislados al este del bajo río Negro).
- Procnias albus wallacei Oren & Novaes, 1985 - Serra dos Carajás, en el sureste de Pará (Brasil).